# Pazend
Il pazend (/pəˈzɛnd /) o pazand (in medio persiano; in avestico 𐬞𐬀𐬌𐬙𐬌 𐬰𐬀𐬌𐬥𐬙𐬌) è uno dei sistemi di scrittura utilizzati per la lingua medio persiana. Era basato sull'alfabeto avestico, un alfabeto fonetico utilizzato originariamente per scrivere l'avestico, la lingua dell'Avestā, i principali testi sacri dello zoroastrismo.
L'uso principale del pazend era quello di scrivere commenti (zend) e/o traduzioni dell'Avesta. La parola pazend deriva in ultima analisi dalle parole avestiche paiti zainti, che possono essere tradotte come "per scopi di commento" o "secondo la comprensione" (foneticamente).
Il pazend aveva le due seguenti caratteristiche, entrambe contrapposte al pahlavi, che è uno degli altri sistemi utilizzati per scrivere il medio persiano:
- Il pazend era una variante dell'alfabeto avestico (Din dabireh), che era un alfabeto fonetico. Al contrario, la scrittura pahlavi era solamente un abjad (consonantico).
- Il pazend non aveva ideogrammi. Al contrario, gli ideogrammi erano una caratteristica identificativa del sistema pahlavi, e questi huzvarishn erano parole prese in prestito dalle lingue semitiche, come l'aramaico che continuavano ad essere scritte come in aramaico (nella scrittura pahlavi) ma erano pronunciate come la parola corrispondente in persiano.

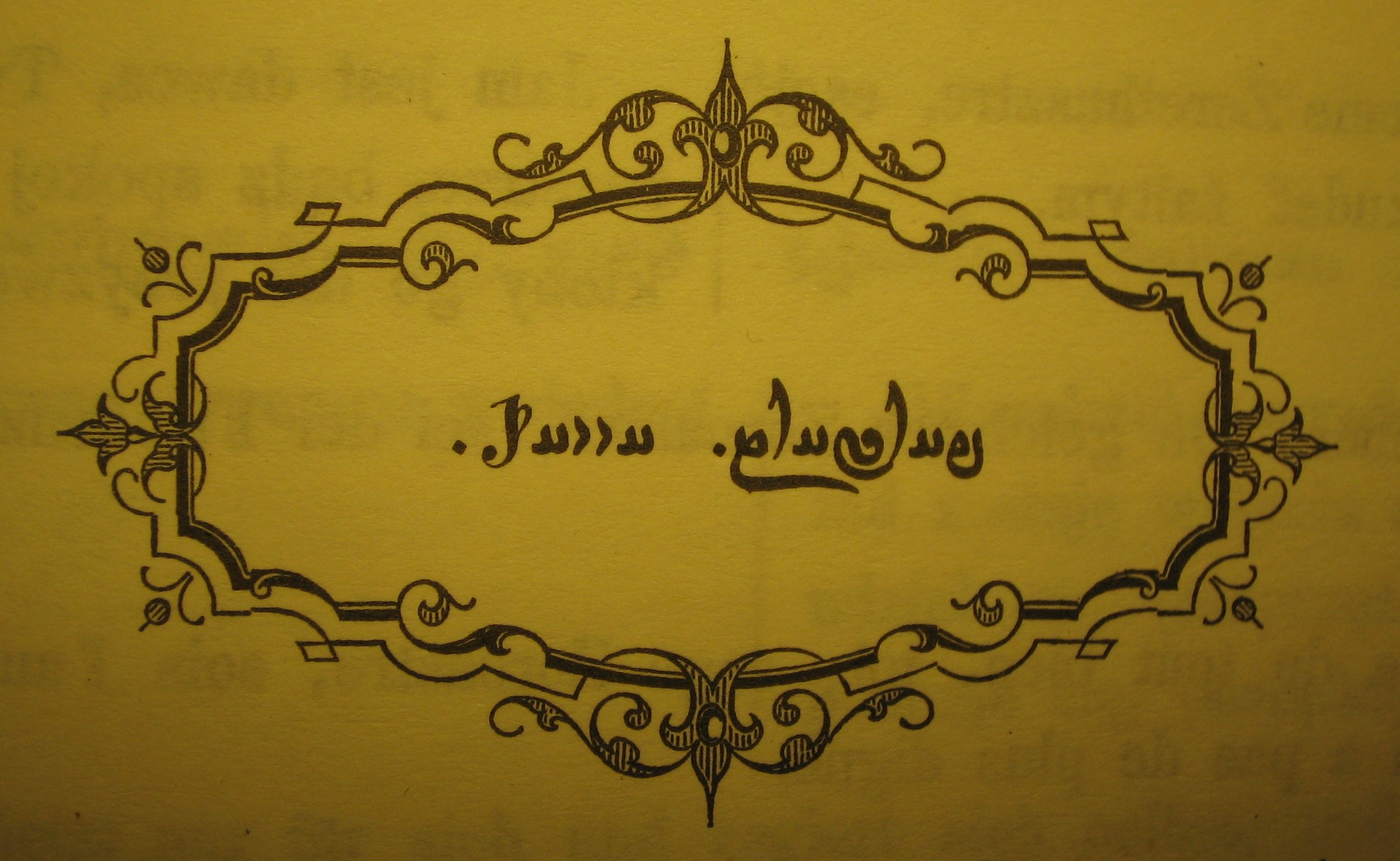
Un titolo pazend (per la pubblicazione di un Avesta) in cui si legge pargart auual (come traslitterato nel sistema Hoffmann) e dimostra l'uso del grafema el (simbolo più a sinistra, simile a una "p" latina). Questa lettera è stata aggiunta all'alfabeto appositamente per l'uso nella scrittura pazend; non è necessario per scrivere la lingua avestica.

In combinazione con il suo scopo religioso, queste caratteristiche costituivano una "santificazione" del medio persiano scritto. L'uso dell'alfabeto avestico per scrivere il medio persiano richiedeva l'aggiunta di un simbolo all'alfabeto avestico: questo carattere, per rappresentare il fonema /l/ del medio persiano, non era precedentemente necessario.
Con la caduta dei Sasanidi, lo Zoroastrismo venne gradualmente soppiantato dall'Islam e il pazend perse il suo scopo, cessando presto di essere utilizzato per la composizione originale. Alla fine dell'XI o all'inizio del XII secolo, gli zoroastriani indiani (i parsi) iniziarono a tradurre testi avestici o medio-persiani in sanscrito e gujarati. Alcuni testi del medio persiano erano anche trascritti nell'alfabeto avestico. Quest'ultimo processo, essendo una forma di interpretazione, era noto come "pa-zand". I testi del pazand, trascritti foneticamente, rappresentavano una pronuncia medio persiana tardiva e spesso corrotta, e pertanto presentavano i loro problemi. Le corruzioni durante questo processo a volte erano considerevoli. Tra i testi trascritti cerano le prefazioni (dibacheh) alle preghiere in avestico. Queste preghiere introduttive erano invariabilmente scritte in pazend a causa della necessità di una pronuncia "accurata". Questa pratica portò all'idea sbagliata che "pazend" fosse il nome di una lingua.
In seguito alla traduzione di alcuni testi dell'Avesta da parte di Abraham Hyacinthe Anquetil-Duperron alla fine del XVIII secolo, il termine "Zend-Avesta" fu erroneamente usato per riferirsi ai testi sacri stessi (in contrapposizione ai commenti su di essi). Questo utilizzo, successivamente, portò all'uso altrettanto errato di "pazend" per la scrittura avestica in quanto tale e di "zend" per la lingua avestica.